# Sedlec (Boêmia do Sul)
Sedlec é uma comuna checa localizada na região da Boêmia do Sul, distrito de České Budějovice.